# بشروی
بشروی، روستایی از توابع بخش مرکزی شهرستان نیشابور در استان خراسان رضوی ایران است. 

## جمعیت
این روستا در دهستان دربقاضی قرار دارد و براساس سرشماری مرکز آمار ایران در سال ۱۳۸۵، جمعیت آن ۳۶۰ نفر (۹۳خانوار) بوده‌است.